# Iman bint al-Husayn
Iman bint al-Husayn (in arabo إيمان بنت الحسين; Amman, 24 aprile 1983) è una principessa giordana.

## Biografia

### Educazione
La principessa Iman è nata nel 1983, terza figlia di re Husayn e di Lisa Najeeb Halaby.
Ha studiato alla Fay School di Southborough e alla Maret School di Washington. Nel 2002 entrò alla Reale accademia militare di Sandhurst e nel 2003 le venne conferito il grado di secondo tenente. In seguito ha frequentato l'American University, dove ha studiato medicina veterinaria.

### Matrimonio
Il 20 dicembre 2012 sposò l'uomo d'affari Zaid Azmi Mirza al palazzo Bab al-Salam di Amman. La cerimonia di nozze si tenne il 22 marzo 2013. In seguito hanno divorziato.

## Discendenza
Iman bint al-Husayn e Zaid Azmi Mirza hanno avuto un figlio:
- Omar Zaid Mirza (8 ottobre 2014).

## Titoli e trattamento
- 24 aprile 1983 - attuale: Sua Altezza Reale, la principessa Iman di Giordania

## Ascendenza
|                      |                     |                          | Genitori                 |  |  | Nonni |  |  | Bisnonni                 |  |  | Trisnonni         |  |
|                      |                     |                          |                          |  |  |       |  |  | Abd Allah I di Giordania |  |  | al-Husayn ibn Ali |  |
|                      |                     |                          |                          |  |  |       |  |  | Abd Allah I di Giordania |  |  | al-Husayn ibn Ali |  |
|                      |                     | Abdiyya bint Abdullah    |                          |  |  |       |  |  | Abd Allah I di Giordania |  |  |                   |  |
| Talal di Giordania   |                     |                          |                          |  |  |       |  |  | Abd Allah I di Giordania |  |  |                   |  |
|                      |                     | Musbah bint Nasser       | Nasser Pasha *           |  |  |       |  |  |                          |  |  |                   |  |
|                      |                     | Musbah bint Nasser       | Nasser Pasha *           |  |  |       |  |  |                          |  |  |                   |  |
|                      |                     | Musbah bint Nasser       | Dilber Khanum *          |  |  |       |  |  |                          |  |  |                   |  |
| Husayn di Giordania  |                     | Musbah bint Nasser       |                          |  |  |       |  |  |                          |  |  |                   |  |
|                      |                     | Jamil bin Nasser Al Awn  | Nasser Pasha             |  |  |       |  |  |                          |  |  |                   |  |
|                      |                     | Jamil bin Nasser Al Awn  | Nasser Pasha             |  |  |       |  |  |                          |  |  |                   |  |
|                      |                     | Jamil bin Nasser Al Awn  | Dilber Khanum            |  |  |       |  |  |                          |  |  |                   |  |
| Zein al-Sharaf Talal |                     | Jamil bin Nasser Al Awn  |                          |  |  |       |  |  |                          |  |  |                   |  |
|                      |                     | Wijdan Shakir Pasha      | Shakir Pasha             |  |  |       |  |  |                          |  |  |                   |  |
|                      |                     | Wijdan Shakir Pasha      | Shakir Pasha             |  |  |       |  |  |                          |  |  |                   |  |
|                      |                     | Wijdan Shakir Pasha      | ...                      |  |  |       |  |  |                          |  |  |                   |  |
| Iman bint al-Husayn  |                     | Wijdan Shakir Pasha      |                          |  |  |       |  |  |                          |  |  |                   |  |
|                      | Najeeb Elias Halaby | Salim Halaby             |                          |  |  |       |  |  |                          |  |  |                   |  |
|                      | Najeeb Elias Halaby | Salim Halaby             |                          |  |  |       |  |  |                          |  |  |                   |  |
|                      | Najeeb Elias Halaby | Almas                    |                          |  |  |       |  |  |                          |  |  |                   |  |
| Najeeb Halaby        | Najeeb Elias Halaby |                          |                          |  |  |       |  |  |                          |  |  |                   |  |
|                      |                     | Laura Wilkins            | John Thomas Wilkins      |  |  |       |  |  |                          |  |  |                   |  |
|                      |                     | Laura Wilkins            | John Thomas Wilkins      |  |  |       |  |  |                          |  |  |                   |  |
|                      |                     | Laura Wilkins            | Mamie                    |  |  |       |  |  |                          |  |  |                   |  |
| Lisa Najeeb Halaby   |                     | Laura Wilkins            |                          |  |  |       |  |  |                          |  |  |                   |  |
|                      |                     | Franklin Elvin Carlquist | Karl Johan Carlquist     |  |  |       |  |  |                          |  |  |                   |  |
|                      |                     | Franklin Elvin Carlquist | Karl Johan Carlquist     |  |  |       |  |  |                          |  |  |                   |  |
|                      |                     | Franklin Elvin Carlquist | Kristina Sofia Ljunggren |  |  |       |  |  |                          |  |  |                   |  |
| Doris Carlquist      |                     | Franklin Elvin Carlquist |                          |  |  |       |  |  |                          |  |  |                   |  |
|                      |                     | Mae Ethel Ackroyd        | Eli Ackroyd              |  |  |       |  |  |                          |  |  |                   |  |
|                      |                     | Mae Ethel Ackroyd        | Eli Ackroyd              |  |  |       |  |  |                          |  |  |                   |  |
|                      |                     | Mae Ethel Ackroyd        | Janet Peddie             |  |  |       |  |  |                          |  |  |                   |  |
|                      |                     | Mae Ethel Ackroyd        |                          |  |  |       |  |  |                          |  |  |                   |  |